# Willem Aemilius van Unia
Willem Aemilius van Unia (ook gespeld als: Willem Æmilius of Willem Emilius, ook bekend als Douwe van Unia) (Leeuwarden, 26 juni 1692 (gedoopt) - aldaar, 6 november 1754) was een Nederlands militair en bestuurder.

## Biografie
Van Unia was een zoon van Douwe Carel van Unia (1649-1708), grietman van Tietjerksteradeel, en Luts van Aylva (1652-1730). Evenals zijn vader trad Van Unia vroeg in krijgsdienst. In 1716 volgde hij Jetze Idzardus van Beyma op als kapitein in het Friese Nassause Regiment. Vervolgens werd hij in 1723 aangesteld tot sergeant-majoor en kapitein in het regiment infanterie van Thoe Schwartzenberg en Hohenlansberg.
In 1730 werd Van Unia benoemd tot grietman van Kollumerland. Dit ambt werd eerder bekleed Ritscke van Eysinga, de eerste schoonvader van zijn moeder. Tevens is deze positie in handen geweest van zowel de oom van zijn eerste vrouw, Douwe Feyo van Aylva, als haar grootvader Epe van Aylva. Van Unia woonde niet in de grietenij waar hij werkzaam was. Zo woonde hij zomers in Rinsumageest op de Melkema State, bezit van zijn schoonfamilie. Wel kocht hij een deel van het Riniahuis aan de Voorstraat in Kollum. Dit deel bewoonde hij in 1738. In 1743 deed hij afstand van het grietmanschap. Het Riniahuis verkocht hij in 1744 aan Catharina Aurelia van Scheltinga, schoonmoeder van zijn opvolger als grietman, Willem Hendrik van Heemstra. Van Unia behield de functie van dijkgraaf van de contributie zeedijken Kollumerland tot zijn overlijden. Dit ambt deelde sinds 1744 hij met zijn schoonzoon Justus Bartholomeus de Coninck welke dijkgraaf was van het Ooster-Nieuwkruisland en het Burumerland.

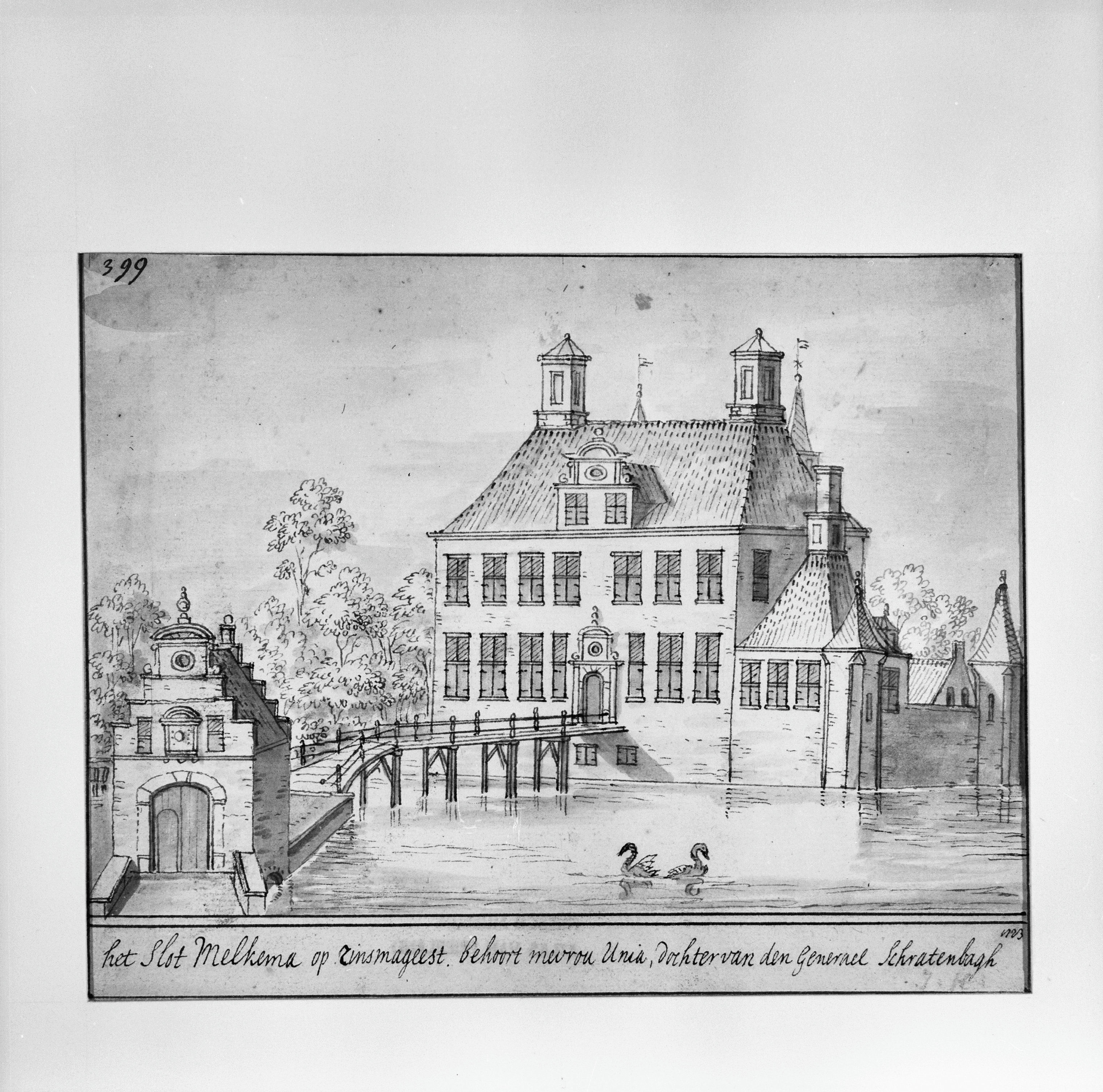
De Melkemastate te Rinsumageest.
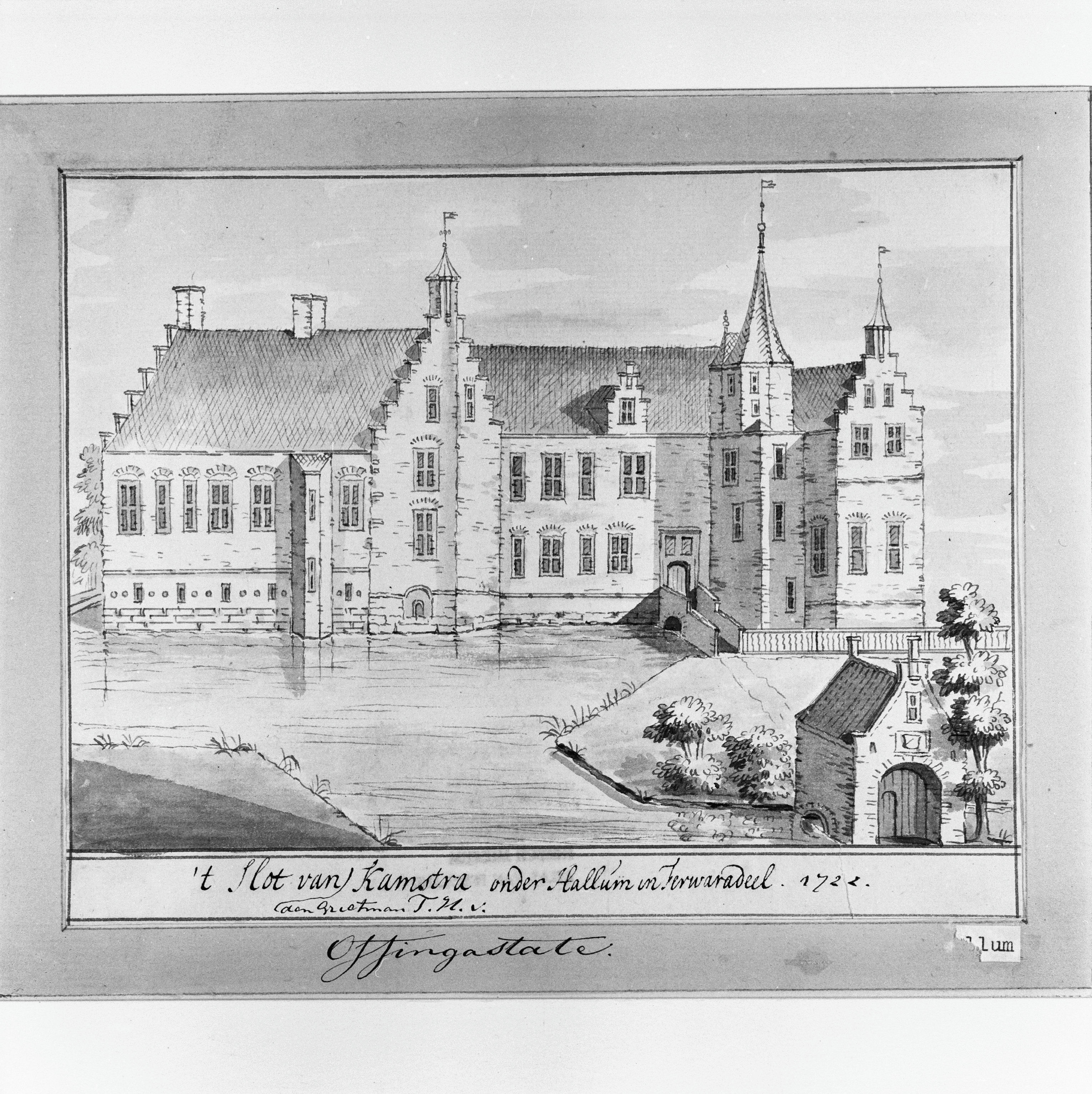
De Offingastate te Hallum, verworven door het tweede huwelijk van Van Unia.
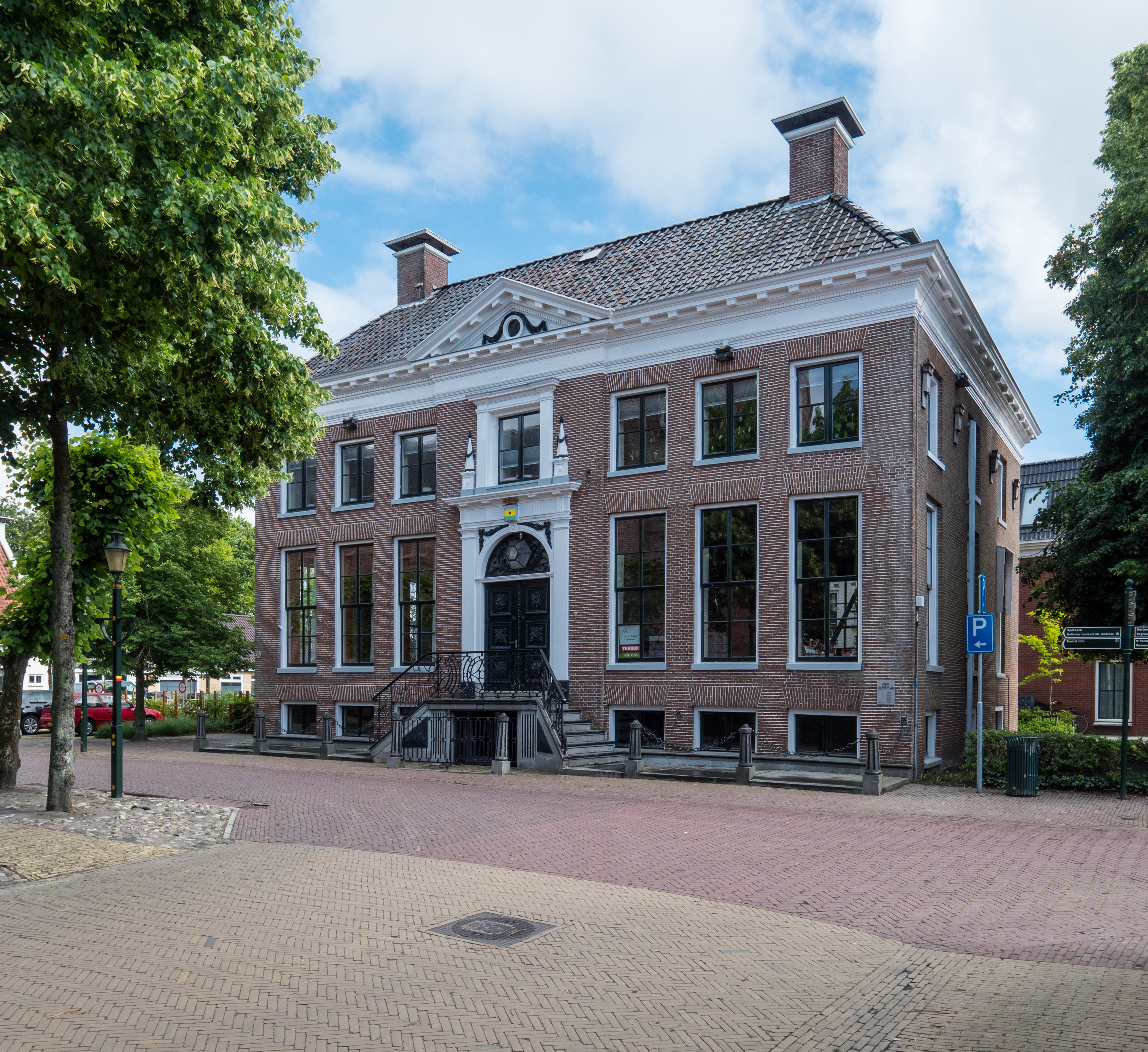
Het Van Sytzamahuis in Kollum, in 1806 gebouwd ter plaatse van het Riniahuis.

## Huwelijk en kinderen
Van Unia trouwde in 1713 te Holwerd met Lucia Julia barones van Schratenbach (ca. 1695-1730), dochter van van Willem Frederik baron van Schrattenbach en Juliana Dorothea van Aylva. Samen kregen zij vijf kinderen:
- Douwe Carel van Unia (*1714), jong overleden
- Juliana Dorothea van Unia (1716-1782), trouwde eerst met haar neef Hobbe Esaias Ulbe van Unia en later met Laes Ulbe van Burmania (1700-1751)
- Tiertarda Sofrida van Unia (1718-1795), trouwde met haar neef Justus Bartholomeus de Coninck.
- Willemina Lucia van Unia (1724-1803), trouwde met Albertus Emilius Lamoraal Rengers, kolonel.
- Lucia Barbera van Unia (1725-1735), jong overleden.

Na het overlijden van Lucia Julia hertrouwde Van Unia met Lucia Helena van Camstra (1693-1751), dochter van Tjalling Homme van Camstra, grietman van Idaarderadeel, en Juliana Agatha van Aylva.